# Jairam Ramesh

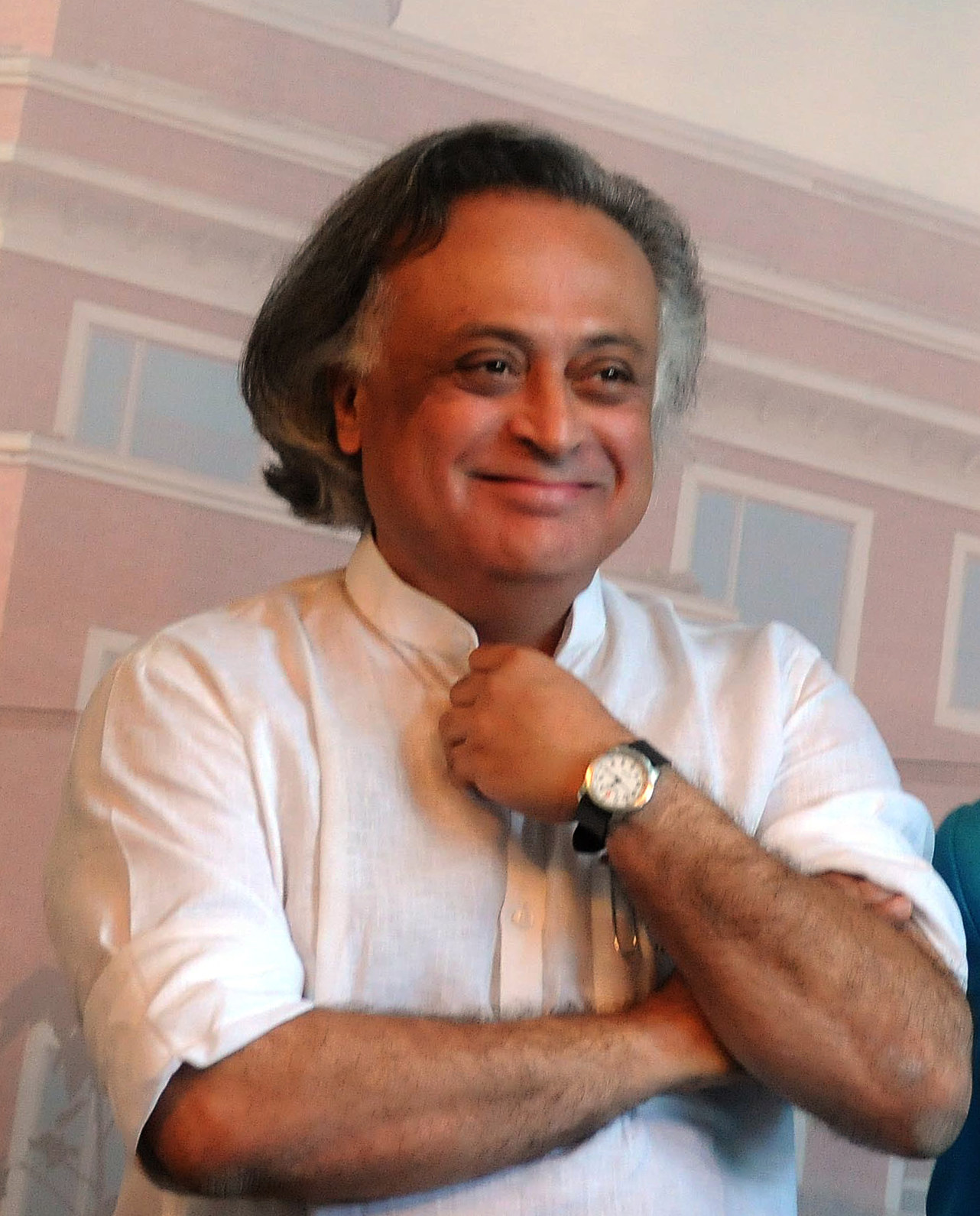
Jairam Ramesh (Frühjahr 2010)

Jairam Ramesh (* 9. April 1954 in Chikkamagaluru, Karnataka) ist ein indischer Politiker des Nationalkongresses (INC). Im Kabinett Manmohan Singh II war er von 2009 bis 2011 Umweltminister und von 2011 bis 2014 bekleidete er das Amt des Ministers für ländliche Entwicklung.
Ramesh ist Angehöriger der Kaste der Brahmanen und studierte am Massachusetts Institute of Technology. 2004 war er Wahlkampfmanager des INC und trug in dieser Funktion maßgeblich zum Sieg der Partei in der Parlamentswahl 2004 bei.
In einem Interview mit der ‚Zeit‘ im Juni 2015 plädierte er für ein „nicht zu schnelles“ Wirtschaftswachstum in Indien. Früher sei er auch ein „ökonomischer Hardliner“ gewesen, bis er als Umweltminister den Preis des Wachstums kennengelernt habe – die zerstörten Wälder, die Landschaften, die dem Kohleabbau geopfert wurden, und den verseuchten Ganges. Er setze große Hoffnungen auf Deutschland unter Angela Merkel, das die Energiewende hin zu erneuerbaren Energien schaffen müsse, um ein weltweites Vorbild zu sein. Die Vereinigten Staaten hätten dagegen in puncto Klimaschutz „null Glaubwürdigkeit“.